# Rödbröstad järnsparv
Rödbröstad järnsparv (Prunella rubeculoides) är en höglänt levande asiatisk tätting i familjen järnsparvar.

## Utseende och läte
Fågeln är en relativt stor järnsparv med en kroppslängd på 16-17 centimeter. Den har enfärgat grått huvud, ett rostorange band över bröstet och en vit buk. Ungfågeln är rätt lik en ung rostbrynad järnsparv (Prunella strophiata) men har ostreckat bröst. Lätet är en hög drill eller ett upprepat tszi tszi, medan den musikaliska sången har återgetts som si-tsi-si-tsi-tsu-tsitsi.

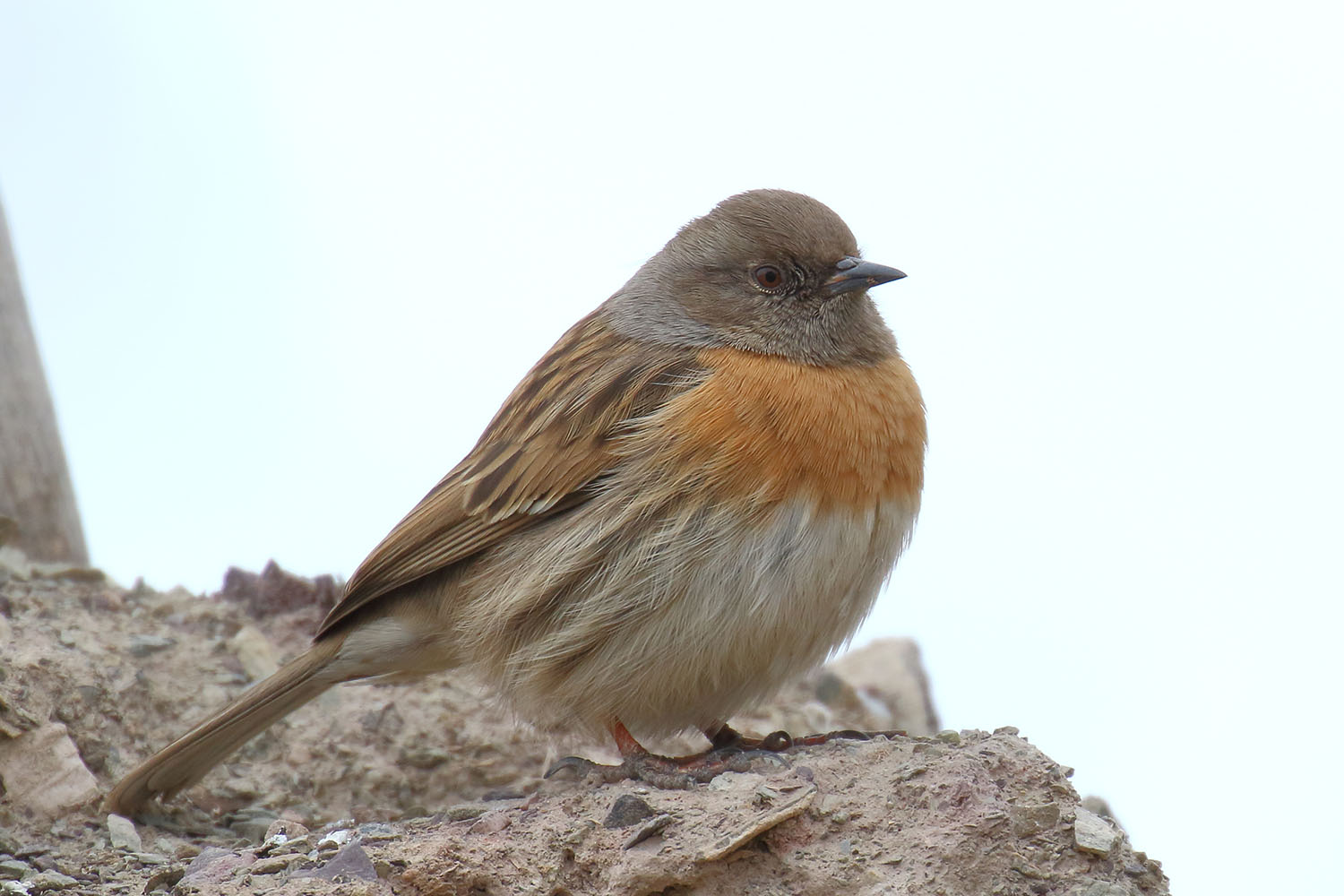
Rödbröstad järnsparv i Hemis National Park, Ladakh, Indien.

## Utbredning och systematik
Fågeln delas normalt in i tre underarter med följande utbredning:
- Prunella rubeculoides muraria – förekommer i Himalaya från norra Pakistan till Ladakh och förmodligen Xinjiang
- Prunella rubeculoides rubeculoides – förekommer i Himalaya från nordvästra Indien till Nepal, Sikkim och sydöstra Tibet
- Prunella rubeculoides fusca – förekommer i bergstrakter i centrala Kina

Underarten fusca inkluderas ofta i nominatformen.
Arten är främst en stannfågel men genomför vissa altitudförflyttningar för att undvika kyla och snö.

## Levnadssätt
Rödbröstad järnsparv förekommer i alpin miljö på mellan 3 000 och 5 300 meter över havet, där den häckar i dvärgväxta snår och klumpar med säv. Vintertid ses den i steniga områden nära bebyggelse. Den födosöker mest på marken efter insekter, andra ryggradslösa djur och frön, ibland i små grupper.

### Häckning
Fågeln häckar mellan mars och augusti och kan lägga två kullar. Honan lägger ungefär fyra blå eller gröna ofläckade ägg i ett skålformat bo. Honan parar sig ofta med ett flertal hanar, och varje hane försöker pilla bort andra hanars eventuella sperma från honans kloaköppning innan han själv parar sig med henne.

## Status och hot
Arten har ett stort utbredningsområde och en stor population med stabil utveckling och tros inte vara utsatt för något substantiellt hot. Utifrån dessa kriterier kategoriserar internationella naturvårdsunionen IUCN arten som livskraftig (LC). Världspopulationen har inte uppskattats men den beskrivs som lokalt förekommande i Pakistan, vanlig i norra Indien, ganska vanlig i Nepal och ovanlig i Bhutan.